# Tomba Carol
Tomba Carol és una obra de Sabadell (Vallès Occidental) protegida com a Bé Cultural d'Interès Local.

## Descripció
Mausoleu de Joan Carol Prat, construït el 1918 per l'arquitecte Eduard M. Balcells Buïgas i l'escultor Franz Metzner. Sobre un basament de pedra s'aixequen quatre columnes de base rectangular a cada costat que sostenen una estructura esglaonada amb la tomba. A la part posterior s'aixeca una gran creu i una figura al davant. A tres de les columnes hi ha adossada una figura que agafa amb les dues mans una petita columna. Tota la tomba és feta de pedra amb el cognom Carol gravat al davant.